# Шульцы
Шульцы — несколько русских дворянских родов разного социального и этнического происхождений, представители которых в разное время оказались в России (в основном — в царствование Петра I и позже) из разных регионов.
Четыре из этих родов имеют утвержденные гербы:
Первый — ведущий начало от действительного статского советника Эдуарда Антоновича фон Шульца, которому определением Правительствующего Сената (19.05.1880), по настоящему его чину, признан в потомственном дворянстве, с правом на внесение в III часть дворянской родословной книги, вместе с сыном Эрихом-Александром и дочерью Еленою-Констанциею-Вильгельминою (Герб. Часть. XIII № 180 общего гербовника).
Описание герба:

В лазуревом щите серебряный лев с червлеными глазами и языком, обращенный вправо. Щит увенчан дворянским коронованным шлемом. Нашлемник: три серебряных садовых лилии с зелеными стебельками и листьями. Намет: справа — зеленый с серебром, слева — лазуревый с серебром. Девиз: «NON HABERI SED ESSE» — «Не для наслаждения, а для жизни» серебряными буквами на лазуревой ленте.— 
Второй — потомство генерала от кавалерии Морица Христиановича Шульца; герб внесён в Часть XIV Общего гербовника дворянских родов Всероссийской империи. — С. 70.
Третий — потомство коллежского асессора Карла-Алексея Шульца (дв. 03.07.1853); герб внесён в Часть XVI Сборника дипломных гербов Российского Дворянства, невнесенных в Общий Гербовник. — С. 80; утв. 3 июля 1853 г.;.
Четвёртый — потомство секретаря Великой княжны Анны Павловны (с 1816), надворного советника Карла Ивановича Шульца (дв. 22.09.1829); герб внесён в Часть XVI Сборника дипломных гербов Российского Дворянства, невнесенных в Общий Гербовник. — С. 81; утв. 22 сентября 1853 г.
Кроме того, в Царстве Польском существовал род Шульцев герба Гольницкий.

## Известные представители
- Шульц Даниил Иванович — московский дворянин (1658).
- Шульц Даниил — московский дворянин (1673)[3].